# Герхард II (герцог Юлиха и Берга)
Герхард Юлих-Бергский (нем. Gerhard von Jülich-Berg; 1417 — 19 августа 1475, замок Люльсдорф, Кёльн) — граф Равенсберга с 1428 года, герцог Юлиха и Берга с 1437 года, из Генгебахской династии.

## Жизнь
Герхард был сыном графа Вильгельма Равенсбергского и Адельгейды фон Текленбург. В 1428 году, после смерти отца, стал графом Равенсберга.
В 1437 году унаследовал Юлих и Берг от своего дяди — герцога Адольфа.
В битве при Линнихе 3 ноября 1444 года одержал победу над Арнольдом Гельдернским, однако отказался от своих притязаний на Гелдерн и уступил свои права герцогу Бургундии. Этим закончилась многолетняя борьба за гельдернское наследство.
Вскоре после рождения сына в 1455 году у Герхарда начались проблемы с душевным здоровьем. Регентшей при нём стала его жена София (ум. 1473), дочь герцога Саксен-Лауэнбурга Бернхарда II. Сам Герхард Юлих-Бергский умер в 1475 году.
Память о его победе над Эгмонтами увековечил учреждённый им орден Святого Губерта.